# Estevelles
Estevelles ist eine französische Gemeinde mit 2.002 Einwohnern (Stand: 1. Januar 2022) im Département Pas-de-Calais in der Region Hauts-de-France. Sie gehört zum Arrondissement Lens, zum Gemeindeverband Lens-Liévin und zum Kanton Wingles. Die Einwohner werden Estevellois genannt.

## Geographie
Die Gemeinde Estevelles liegt an der kanalisierten Deûle im Nordfranzösischen Kohlerevier, etwa sieben Kilometer nordöstlich von Lens. Umgeben wird Estevelles von den Nachbargemeinden Meurchin im Nordwesten und Norden, Carvin im Osten, Harnes im Süden sowie Pont-à-Vendin im Westen. An die frühere Bergbautradition erinnert die Arbeitersiedlung Cité de la fosse n° 24 - 25.

## Geschichte
Ende des 19. und Anfang des 20. Jahrhunderts wurde in der Gemeinde Steinkohle gefördert. Im Nordosten der Gemeinde Estevelles ragt eine Abraumhalde 66 m über der Umgebung auf.

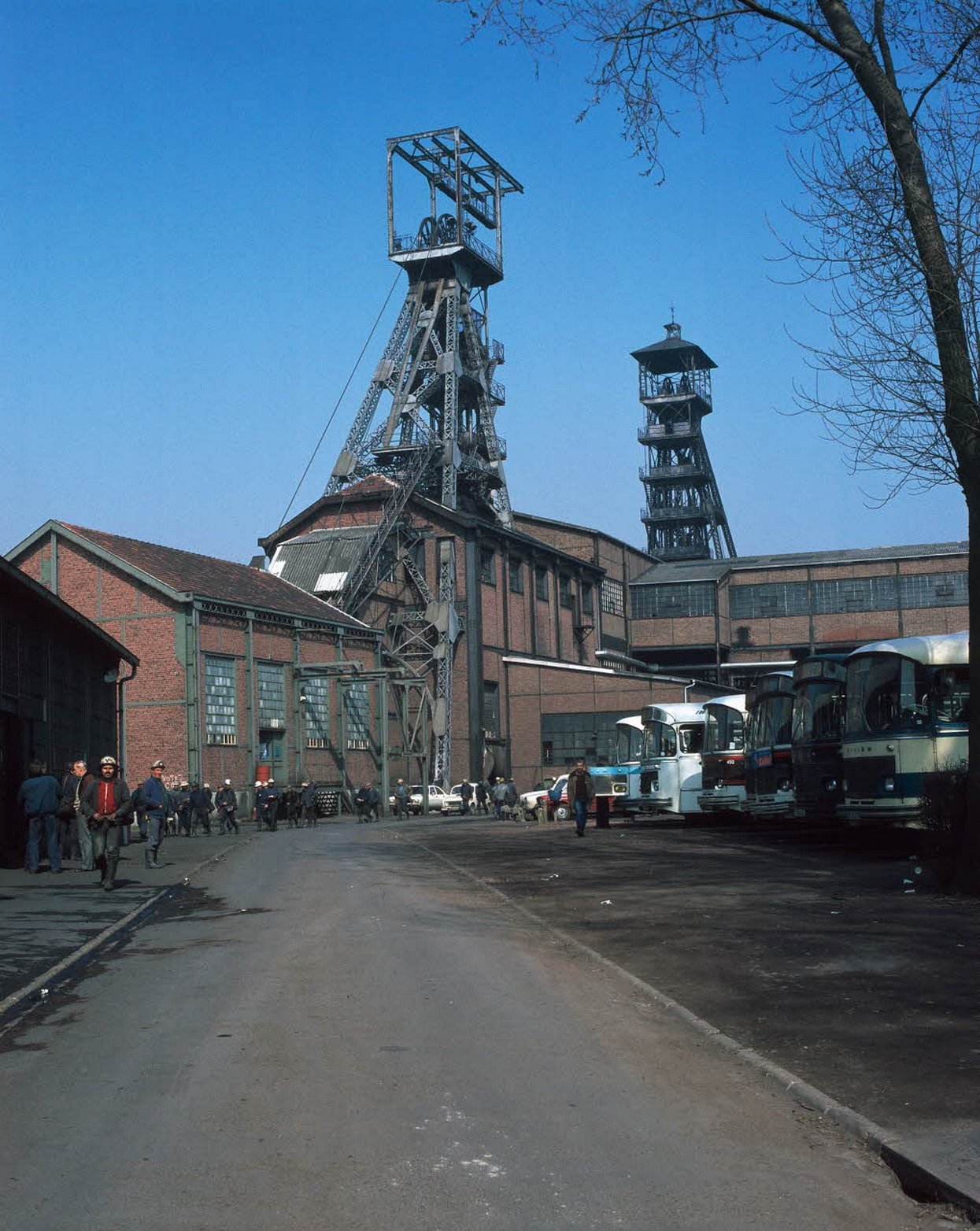
Ehemalige Zeche 24 - 25
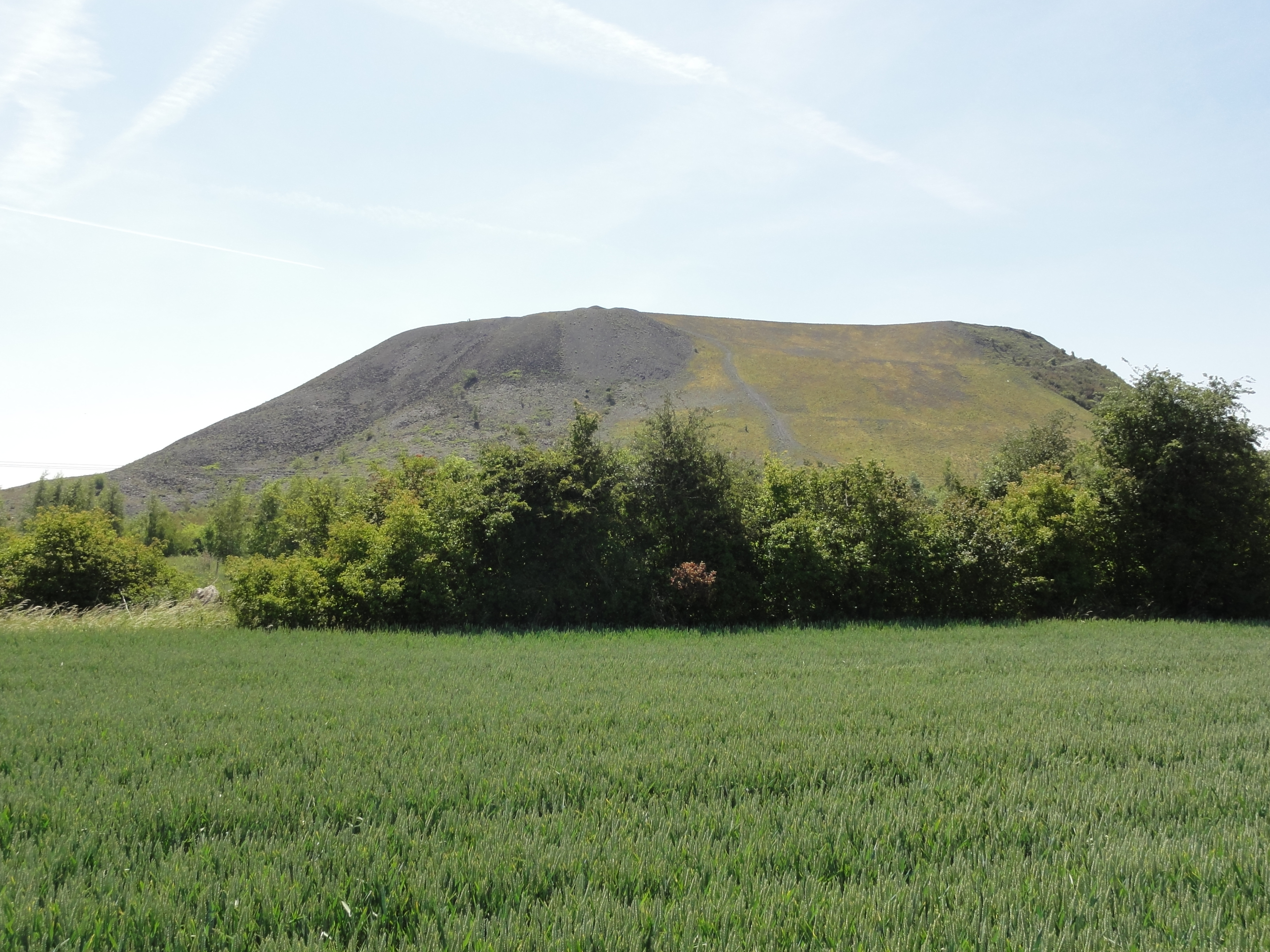
Abraumhalde Nr. 98

### Bevölkerungsentwicklung
| Jahr                       | 1962 | 1968 | 1975 | 1982 | 1990 | 1999 | 2006 | 2012 | 2022 |
| -------------------------- | ---- | ---- | ---- | ---- | ---- | ---- | ---- | ---- | ---- |
| Einwohner                  | 1225 | 1237 | 1183 | 1151 | 1629 | 1687 | 1715 | 1981 | 2002 |
| Quellen: Cassini und INSEE |      |      |      |      |      |      |      |      |      |

## Sehenswürdigkeiten
- Kirche Notre-Dame-de-la-Paix, nach dem Ersten Weltkrieg 1918 wieder aufgebaut

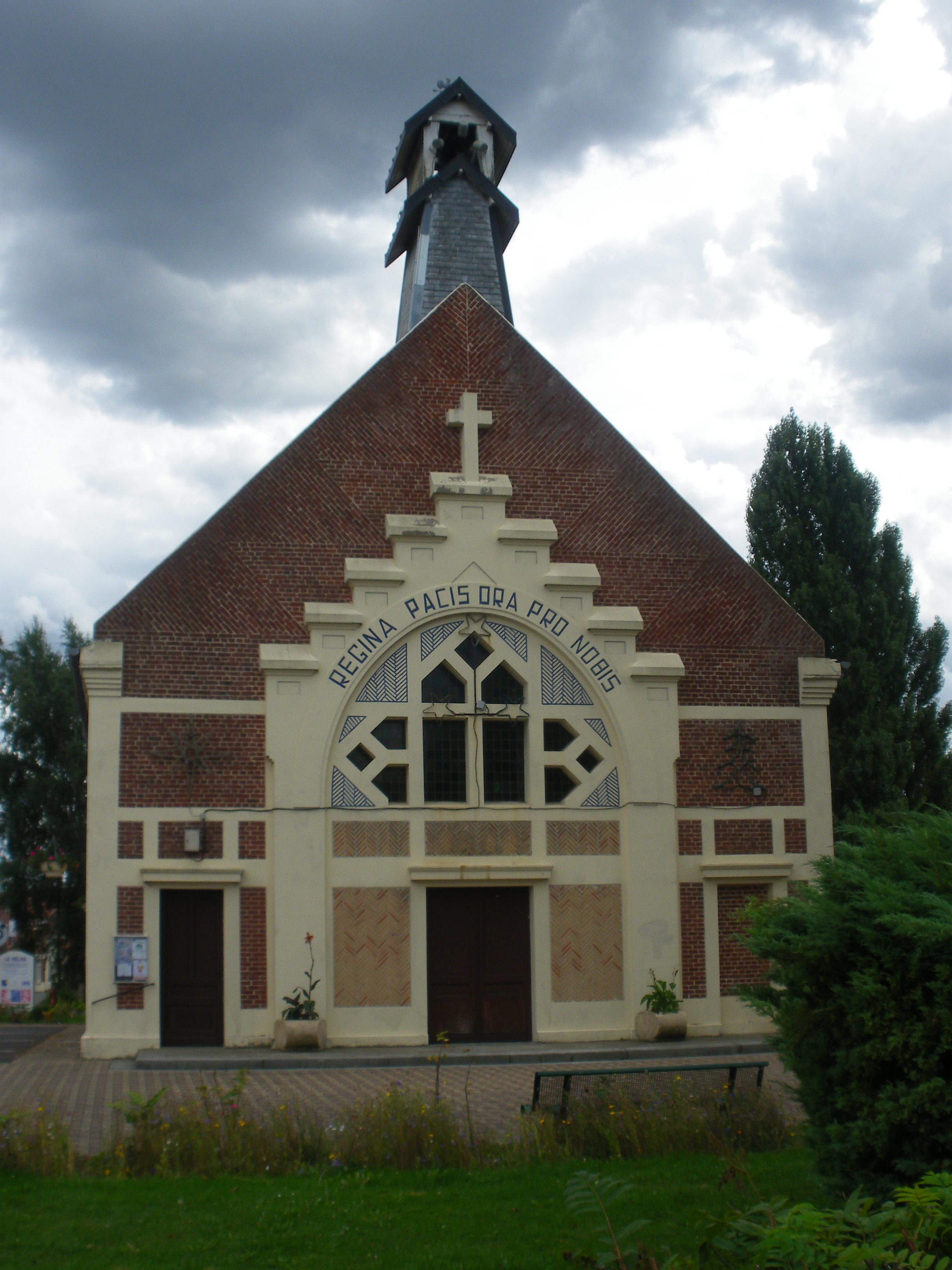
Kirche Notre-Dame-de-la-Paix
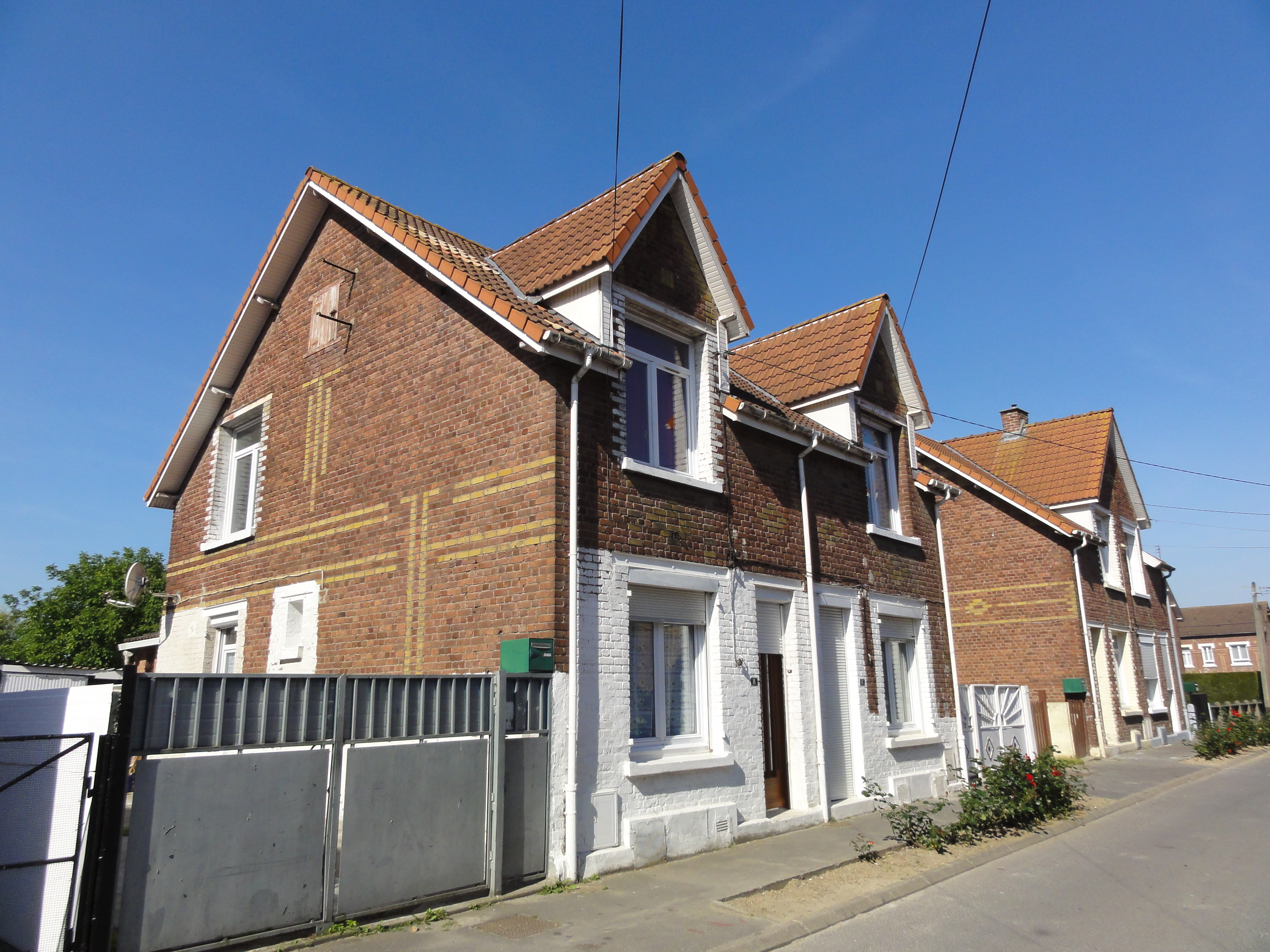
Bergarbeiterhäuser in der Cité de la fosse n° 24 - 25